# Habsburg Margit parmai hercegné
Habsburg Margit (ismert még mint Parmai Margit, spanyolul: Margarita de Parma, olaszul: Margherita d’Austria; Oudenaarde, 1522. július 5. – Ortona, 1586. január 18.), V. Károly német-római császár törvénytelen leánya, aki Spanyol–Németalföld főkormányzója 1559 és 1567 között, Alessandro de’ Medicivel kötött első házassága révén firenzei hercegné, majd Ottavio Farneséval kötött második házassága révén parmai és piacenzai hercegné. Alessandro Farnese édesanyja.

## Származása
Margit V. Károly német-római császár törvénytelen lányaként született annak egyik szeretőjétől, Johanna Maria van der Gheynsttől 1522. december 28-án Oudenaardéban. A kislány apai nagyapjának, I. (Szép) Fülöp kasztíliai királynak nővére, Habsburg Margit savoyai hercegné és apai nagynénje, az özvegy Mária magyar királyné felügyelete alatt cseperedett fel, akik mindketten a németalföldi Tizenhét Tartomány királyi főkormányzói voltak. (Margit 1507 és 1530 között, Mária 1530-tól 1555-ig).
1529-ben apja, Károly császár engedélyezte, hogy a gyermek az Ausztriai Margit nevet használhassa, ami tulajdonképpen azt jelentette, hogy a császár elismerte őt saját leányaként.

## Házasságai, gyermekei
1533-ban a lányt Itáliába költöztették, ahol a hercegnő sok nyelvet elsajátíthatott, köztük az olaszt, amelyet egész életében kiválóan beszélt. 1527-ben, amikor Margit ötéves lett, eljegyezték VII. Kelemen pápa unokaöccsével, Alessandro de’ Medicivel, Firenze hercegével, annak érdekében, hogy a házasság által Károly még nagyobb befolyásra tehessen szert Itáliában.
A házasságról szóló tárgyalások már 1526-ban elkezdődtek a két fél között, ám az eljegyzésről szóló végső megállapodást csak 1529-ben írta alá a pápa és a császár. 1536-ban megköttetett a frigy, ám rövid életű volt, ugyanis az ifjú férjet 1537-ben merénylők meggyilkolták.
1538. november 4-én a hercegnő feleségül ment a csupán 14 esztendős Farnese Oktávióhoz, Parma és Piacenza hercegéhez, III. Pál pápa unokájához, habár állítólag szívesebben ment volna hozzá Cosimo de’ Medicihez. A házasság boldogtalannak bizonyult, ám 1545. augusztus 27-én ikerfiaik születtek, Sándor és Károly. Utóbbi még csecsemőként meghalt.
A házaspár kisebb-nagyobb megszakításokkal, de általában külön élt. Ez igen kellemetlen helyzetet teremtett, ugyanis a pápa és Károly császár Párma fennhatóságán vitázott.

## Margit Németalföldön
1555-ben Margit otthagyta Itáliát, és Németalföldre utazott, egyetlen fiát, Sándort pedig féltestvérére, II. Fülöp spanyol királyra bízta, aki kinevezte az asszonyt Németalföld kormányzójává. Az utókor vizsgálata szerint Margit jelentősen különbözött két elődjétől.
Rendkívüli módon ellenezte a spanyol inkvizíció kegyetlen gyakorlatát, és II. Fülöp despotizmusra való törekvését is, emiatt szembekerült féltestvérével, aki elvakult katolikus volt, és maga is üldözte az eretnekeket. 1565-ben Margit politikai ellenlábasai színre léptek. Az asszony nem rendelkezett jelentősebb hadsereggel, hogy sikerrel visszaverje őket, ám meglepő módon, a következő évben éppen II. Fülöp küldött sereget a támogatására, amelyet Fernando Álvarez de Toledo y Pimentel, Alba hercege vezetett, ám nem sok sikerrel.

## Lemondása
Elkeseredésében Margit 1567-ben lemondott méltóságáról, átadta azt Alba hercegnek, és visszatért Itáliába, L’Aquila városába, majd pedig Abruzzo kormányzója lett. Tapasztaltsága révén hasznos diplomáciai tanácsokkal látta el fiát, és Ausztriai Jánost. 1578-ban Margit fia, Alessandro Farnese lett Németalföld királyi helytartója, ő kinevezte anyját társkormányzójává, ám nem tudtak jól együttműködni, így Margit 1582-ben Namur városába vonult vissza, majd pedig engedélyt kapott II. Fülöptől, hogy visszatérhessen Itáliába 1583-ban.

## Halála
A hercegné és kormányzónő 1586. január 18-án, Ortonában hunyt el, 63 éves korában. Egyetlen fia, Alessandro 1592. december 3-án, 47 évesen követte anyját a sírba. Margitnak három unokája született: Ranukkió, Párma hercege, Margaréta, Mantua hercegnője és Odoardo, később a római katolikus egyház bíborosa Itáliában.
| Habsburg Margit Habsburg-ház, spanyol ág (illegitim) Született: 1522. december 28. Elhunyt: 1586. január 18. |                                               |                                          |
| |                                               |                                          |
| Előző Savoyai Emánuel Filibert                                                                               | Spanyol–Németalföld főkormányzója 1559 – 1567 | Következő Don Fernando Álvarez de Toledo |